# Mabea angustifolia
Mabea angustifolia är en törelväxtart som beskrevs av Richard Spruce och George Bentham. Mabea angustifolia ingår i släktet Mabea och familjen törelväxter. Inga underarter finns listade i Catalogue of Life.